# Viciria minima
Viciria minima es una especie de araña saltarina del género Viciria, familia Salticidae. Fue descrita científicamente por Reimoser en 1934.
Habita en India.